# Judy Tyler
Judy Tyler, nacida con el nombre de Judith Mae Hess (Milwaukee, Wisconsin, 9 de octubre de 1932 - River Rock,  Wyoming, 3 de julio de 1957) fue una actriz de cine estadounidense, cuyo papel más recordado fue en  Jailhouse Rock, junto con la recién naciente estrella Elvis Presley, en  1958.

## Biografía

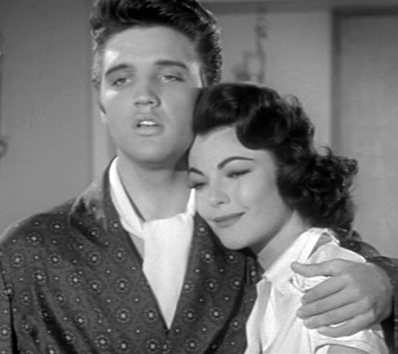
Elvis Presley y Judy Tyler en el film Jailhouse Rock.

Tyler provenía de una familia dedicada al espectáculo y se la animó a estudiar danza y actuación. Su padre fue un trompetista que integraba bandas como las de Paul Whiteman o Benny Goodman, y su madre era una exbailarina de Ziegfeld Follies. Comenzó su carrera como actriz cuando era una adolescente, con apariciones regulares en un programa infantil llamado Howdy Doody, como una princesa, entre los años 1950 a 1953.
Al igual que su madre, ella se convirtió en corista, pero luego pasó a protagonizar un papel importante en un musical llamado Pipe Dream. Su oportunidad en Hollywood le llegó cuando le ofrecen aparecer en una película titulada Bop Girl Goes Calypso. Se hizo conocida al interpretar a una cazatalentos en el film  Jailhouse Rock, junto con Elvis Presley, en 1958.

## Muerte
Después de terminar el rodaje de la película, ella y su segundo marido, Greg Lafayette, se dirigían desde Los Ángeles a su casa en Nueva York. Mientras conducía a través de Wyoming, el 3 de julio de 1957, Judy murió en un accidente de tránsito cuando su marido se desvió para evitar chocar contra un camión y colisionó con otro vehículo. Tyler falleció en el acto y su marido murió al día siguiente en un hospital de Laramie. Tenía 24 años de edad. Sus restos fueron cremados en Nueva York, junto con su esposo. Presley, quien coprotagonizó junto con Tyler la película El rock de la cárcel, quedó atónito ante la noticia y nunca vio la película de nuevo.

## Filmografía
- Bop Girl Goes Calypso (1957)
- Jailhouse Rock (1958)